# 黎义恩
黎义恩（1953年—），加拿大外交官，现任加拿大驻朝鲜和韩国大使。他出生于巴西，在里约热内卢、英国和温哥华长大。黎义恩曾在不列颠哥伦比亚大学学习亚洲研究，后在北京大学学习中国历史。20世纪80、90年代，他在中国任职，担任过加拿大驻上海总领事、加拿大驻華大使馆公使。2001年至2004年间，他前往台湾，任加拿大驻台北贸易办事处代表。
黎义恩的妻子是著名中国女歌手朱哲琴。